# Арресё
Арресё (дат. Arresø) — крупнейшее озеро Дании. Площадь — 40,72 км².

## География
Озеро Арресё находится в Столичной области Дании, на северо-западе острова Зеландия, севернее Эльстеда и восточнее Фредериксверка.
Озеро соединено каналом, построенным в 1717 году, с Роскилле-фьордом. Арресё окружает территория коммун Хиллерёд, Грибсков и Хальснес.
Средняя глубина озера составляет 3,1 м, в наиболее глубоком месте — 5,6 м. Общий объём содержащейся воды в нём — 122,75 миллиона м³. С запада, восточнее Фредериксверка, в озеро вклинился полуостров Арренес. Крупнейший водный источник для озера Арресё — речка Пёлео.
Приблизительно 4 тысячи лет назад озеро Арресё было фьордом, выходившим в пролив Каттегат. В результате подъёма участков суши в северо-западной части фьорда во время последнего ледникового периода и образовалось это озеро.